# Фунт Соломоновых Островов
Фунт Соломоновых Островов (англ. Solomon Islands pound) — денежная единица протектората Британские Соломоновы острова в 1916—1933 годах.
С 1893 года законным платёжным средством на островах являлся фунт стерлингов.
В 1916 году правительство протектората получило право выпуска банкнот и в том же году начало их выпуск. Банкноты протектората обращались параллельно с фунтом стерлингов, к которому фунт островов был приравнен, а с 1920 года — параллельно с австралийским фунтом.
Выпускались банкноты, датированные:
- 18 декабря 1916: 5, 10 шиллингов, 1, 5 фунтов;
- 27 июля 1921: 5, 10 шиллингов;
- 2 января 1926: 5, 10 шиллингов, 1 фунт;
- 30 июня 1932: 1 фунт[1].

В 1933 году выпуск банкнот островов прекращён, в денежном обращении протектората использовался австралийский фунт, заменённый в 1966 году на австралийский доллар.